# فرودگاه وودفورد
فرودگاه وودفورد (به انگلیسی: Woodford Aerodrome) (به زبان بومی: Manchester Woodford Aerodrome) یک فرودگاه خصوصی است که یک باند فرود آسفالت دارد و طول باند آن ۲۲۹۲ متر است. این فرودگاه در کشور انگلستان قرار دارد و در ارتفاع ۹۰ متری از سطح دریا واقع شده است.